# Sunset Junction
Sunset Junction（サンセット・ジャンクション）は、FM徳島で2010年4月から2012年3月まで放送されていたラジオ番組である。

## 概要
前番組の「T-Cross」をリニューアルする形でスタートした。「T-Cross」は16時スタートだったが、この番組より開始が1時間繰り下がり、17時からとなった。そのため16時台は、2011年3月まで「flowers」（JFNC制作）をネットしていた。2011年4月より再び16時スタートに戻ったが、「Information Junction」が開始されたため終了時間が5分繰り上がった。また、16:45から放送していた「サウンド・ウェーブ」を、16時スタートに伴い内包して16:15からとなった。

## 放送時間
- 17:00 - 18:55（2010年4月 - 2011年3月31日）
- 16:00 - 18:50（2011年4月4日 - 2012年3月）

## パーソナリティ
- 児玉奈津記（2010年4月 - 2011年3月31日）
- 吉成美穂（2011年4月4日 - 2012年3月）

### 代打パーソナリティ
- 坂上航司（2010年、年末など児玉がお休みの時に担当した。）
- 黒田忠良（2012年1月2日・3日）

## 内包番組
いずれもTOKYO FM制作、番組名横の名前はパーソナリティ。
- 「あぐりずむ」 - やまだひさし（16:50 - 17:00）
- 「SUZUKI presents 田口淳之介のTAG-TUNE DRIVING」 - 田口淳之介（KAT-TUN）（17:48 - 17:58）[1]

## 番組構成
- 16時台はお知らせやコーナー番組を中心に構成されている。
- 17時台は主にニュースなど情報番組として構成されている。
- 18時台は音楽色の強い番組構成となっている。